# Quatuor Janáček

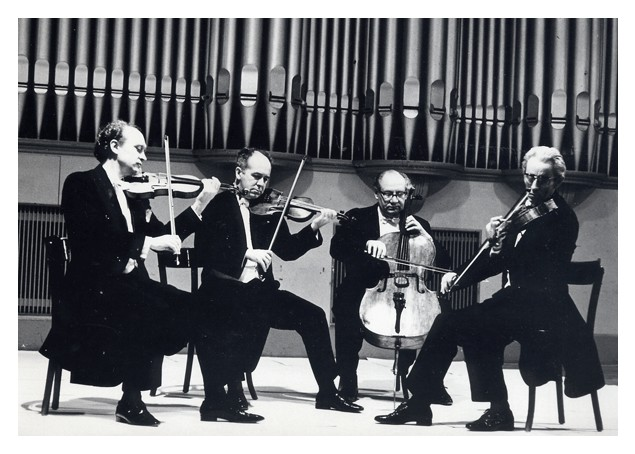
Le quatuor Janáček.

Le Quatuor Janáček (en tchèque : Janáčkovo kvarteto) est un ensemble de quatuor à cordes tchèque fondé en 1947. Basé à Brno, il est toujours actif.

## Origines et activités
Le Quatuor Janáček est formé par des élèves de Váša Černý du Conservatoire de Brno en 1947. À l'origine il porte le nom de Quatuor JAMU. Le quatuor se concentre d'abord principalement sur les œuvres de musique de chambre de Leoš Janáček. En 1949, l'ensemble change son nom pour Quatuor Janáček, d'après le compositeur Morave, Leoš Janáček. Jiří Trávníček, le premier violon de l'ensemble, avait des liens musicaux avec lui (il avait étudié avec František Kudláček, un membre de Quatuor de Moravie qui avait créée le Quatuor à Cordes no 2 « Lettres intimes » de Janáček et édité l'œuvre en collaboration avec le compositeur).
Le remplacement d'Adolf Sýkora pour Miroslav Matyáš au second violon en 1952, est le seul changement de personnel au cours du premier quart de siècle, jusqu'à la mort de Jiří Trávníček en 1973. En 1955, la réussite d'un concours dans l'ancien Berlin-Ouest, leur ouvre la porte à de plus grandes salles de concert et depuis lors, l'ensemble a acquis une reconnaissance internationale. L'année suivante, ils sont nommés ensemble de musique de chambre de l'orchestre philharmonique de Brno.
Leurs enregistrements ont remporté de nombreux prix, dont le Grand Prix de l'Académie Charles-Cros, et le Preis der deutschen de la critique de disques allemande (les deux pour l'enregistrement des quatuors de Janáček). Le Quatuor Janáček a effectué des enregistrements Debussy, Mozart, Haydn, Dvořák, Boccherini et bien d'autres pour Deutsche Grammophon, Supraphon, Eterna (Berlin Classics), Decca, Naxos et d'autres labels discographiques.
Le quatuor est un des rares à jouer en concert de mémoire, sans partitions. Il est également noté pour le style spécial de ses interprétations.

## Membres
- 1er violon
  - Jiří Trávníček (1947-1973)[1]
  - Bohumil Smejkal (1973–1993)
  - Miloš Vacek (depuis 1996)
- 2e violon
  - Miroslav Matyáš (1947-1952)
  - Adolf Sýkora (1952–1993)
  - Vítězslav Zavadilík (depuis 1994)
- alto
  - Jiří Kratochvíl (1947–1989)
  - Ladislav Kyselák (1989–2008)
  - Jan Řezníček (depuis 2008)
- violoncelle
  - Karel Krafka (1947–1984)
  - Břetislav Vybíral (depuis 1984)

## Sources
- Adolf Sýkora, Z mého života v Janáčkově kvartetu. Brno: Opus musicum, 2007.  (ISBN 80-903211-4-3)
- Janáček/Novák, Quatuors à cordes (Supraphon Archive SU 3460-2111)
- Alain Pâris, Dictionnaire des interprètes et de l'interprétation musicale au XXe siècle, Paris, Laffont, coll. « Bouquins », 2004 (réimpr. 1985, 1989, 1995), 4e éd. (1re éd. 1982), 1278 p. (ISBN 2-221-08064-5, OCLC 901287624), p. 1212